# Centro Aquático de Tóquio
O Centro Aquático de Tóquio (em japonês: 東京 ア ク ア テ ィ ク ス セ ン タ ー Tōkyō akuatikusu sentā) é uma piscina olímpica localizada em Tóquio. Foi sede das competições de natação, natação sincronizada e salto nos Jogos Olímpicos de Verão de 2020 e de natação nos Jogos Paralímpicos de Verão de 2020.

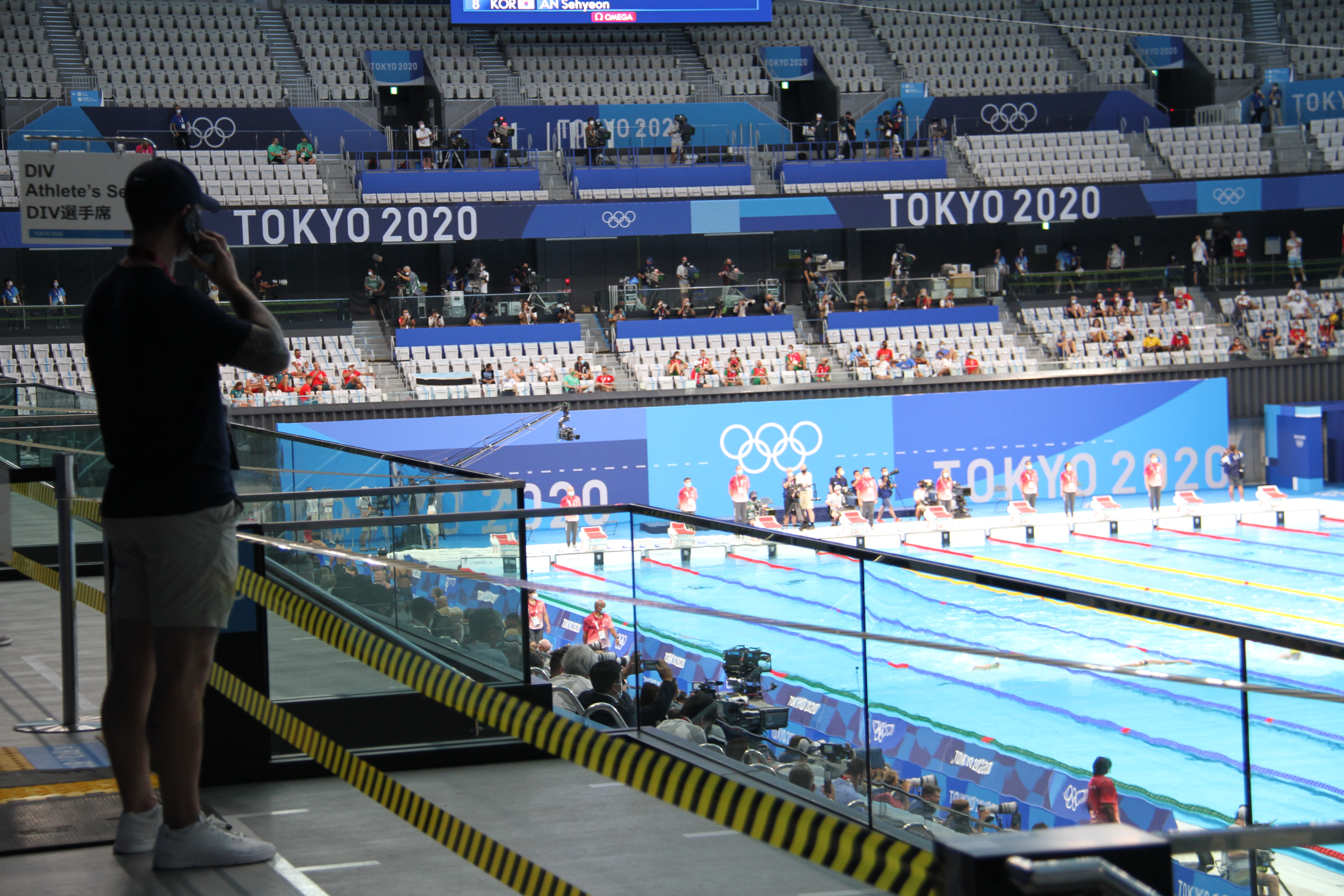
Prova de natação em Tóquio 2020.

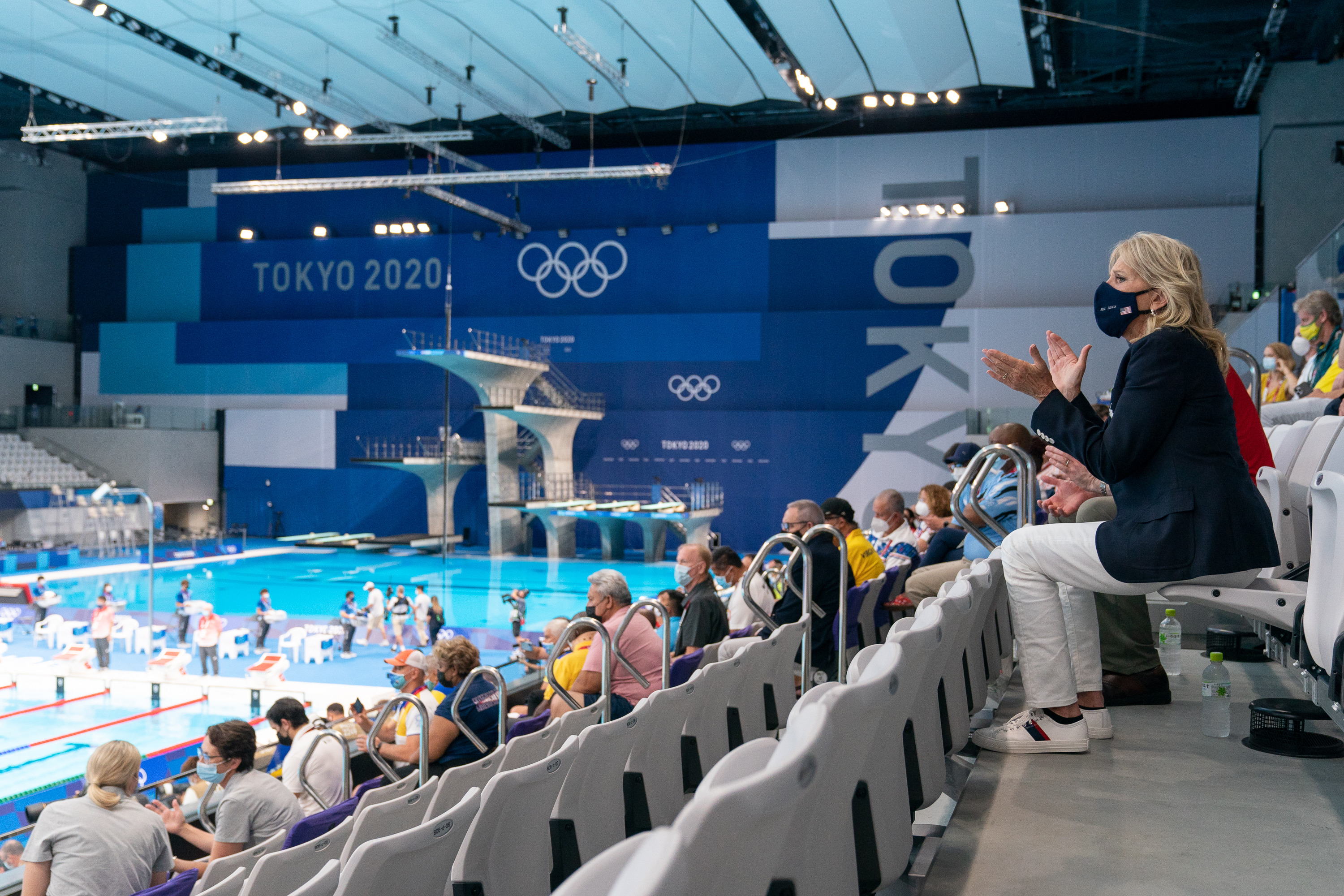
Interior em Tóquio 2020. Ao fundo se veem as plataformas dos saltos ornamentais.

## História
A construção do centro começou em abril de 2017 e completou-se em 2019 pelo Governo Metropolitano de Tokio. Em 2018, durante a construção, descobriu-se o escândalo da manipulação dos dados de amortecedores de isolamento sísmico por parte da empresa KYB, e dado que ditos dispositivos também se utilizaram neste edifício, foi necessário substituir os amortecedores de óleo hidráulico do edifício. A inauguração do edifício estava programada para março de 2020 na Copa Olímpica Juvenil, mas foi cancelada devido aos efeitos da pandemia de COVID-19 nesse país. Ocorreu a 26 de outubro de 2020 com uma exibição desportiva.

## Características
O centro áquático tem cinco andares. Conta com uma piscina principal, uma piscina secundária e uma piscina de saltos. A capacidade do recinto é de 15 000 espectadores. Após os jogos olímpicos e os paralímpicos, a capacidade reduzir-se-á a umas 5 000 e utilizar-se-á em competições a grande escala como os Campeonatos do Japão e os Jogos Olímpicos Juvenis.

## Localização
O centro está localizado em Parque costeiro de Tatsuminomori, na zona Tatsumi do distrito de Kōtō no sul da prefeitura de Tóquio. Pode-se chegar ao centro mediante a estação Tatsumi, da linha Eūrakuchō do metro de Tokio.